# جينتوتاس أوماراس
جينتوتاس أوماراس (بالليتوانية: Gintautas Umaras)‏ مواليد 1963، هو دراج ليتواني سابق في صنف سباق الدراجات على المضمار وسباق الدراجات على الطريق. سبق أن شارك في دورة الألعاب الأولمبية الصيفية وفاز بميدالية أولمبية.

## الميداليات
| الميدالية | المسابقة                       |
| --------- | ------------------------------ |
| ذهبية     | الألعاب الأولمبية الصيفية 1988 |
| ذهبية     | الألعاب الأولمبية الصيفية 1988 |

## روابط خارجية
- جينتوتاس أوماراس على موقع أرشيف الدراجات (الإنجليزية)
- جينتوتاس أوماراس على موقع إحصائيات الدراجات الإحترافية (الإنجليزية)
- جينتوتاس أوماراس على موقع CycleBase (الإنجليزية)
- جينتوتاس أوماراس على موقع اللجنة الأولمبية الدولية (الإنجليزية)
- جينتوتاس أوماراس على موقع أوليمبيديا (الإنجليزية)